# Равал Аллата
Равал Аллата (гінді रावल अल्लट; д/н — 971) — магараджахіраджа Медапати (Мевару) в 951—971 роках.

## Життєпис
Походив з династії Гухілотів. Син Бгартрібатти II і Магалакшмі з династії Раштракутів. 951 року посів трон. Невдовзі долучився до військової кампанії Крішни III, маграджахіраджи Держави Раштракутів, проти Яшовармана I Чандела, магараджи Джеджа-Бхукті.
953 року зазнав нападу з боку Сіяки II Парамара, магараджи Малави, від якого зазнав поразки, внаслідок чого Меварську столицю — Читтор — було захоплено ворогом. Втім невдовзі за підтримки Крішни III відвоював втрачені землі. В подальшому успішно вів війну проти Гуджара-Пратіхарів. Допоміг Раштракутам до 964 року здобути перемоги над Чандела і Парамара.
Разом з тим спільно з Сімхараджею Чаухан, магараджахіраджею Сакамбхарі (одружився з його сестрою або донькою, Гаріядеві), вів запеклу боротьбу проти Матанадеви (з молодшої гілки Гуджара-Пратіхара), магараджи Алвару.
Наприкінці панування зумів досягти безпеки для своїх кордонів, піднесення господарства та ремісництва, почали розвиватися міста. Помер 971 року. Йому спадкував син Наравагана.